# Babysitter (serie de televisión)
Babysitter (en hangul, 베이비시터; romanización revisada, Beibisiteo) es una serie de televisión surcoreana especial de cuatro episodios, transmitidos desde el 14 hasta el 22 de marzo de 2016 por KBS 2TV y protagonizada por Cho Yeo Jung junto a Kim Min Joon.

## Argumento
Jang Suk Ryu (Shin Yoon Joo) es un universitario ya graduado de 24 años, con estudios en literatura en inglés. A medida que empieza a trabajar como niñera para los tres hijos de una familia adinerada, extraños sucesos empiezan a ocurrir, lo que comienza a dar indicios de una ambigua relación con el exitoso hombre de negocios Lee Sang Won (Kim Min Joon) quien es el padre de los niños y está casado con Chun Eun Joo (Cho Yeo Jung), que pese a tener un temperamento calmado, se pone furiosa cuando descubre la verdad entre la niñera y su marido.

## Reparto

### Personajes principales
- Cho Yeo-jeong como Chun Eun Joo.
- Kim Min Joon como Lee Sang Won.
- Shin Yoon Joo como Jang Suk Ryu.
- Lee Seung Joon como Pyo Young Kyoon.

### Personajes secundarios
- Gil Hae Yeon como Madre de Sang Won.
- Kim Mi Ra como Empleada domestica.
- Kim Ye Rang como Amigo de Eun Joo.
- Lee Min como Lim Tae Young.
- Lee Won-jong como Padre de Sang Won.
- Kim Sang-ho como Jo Sang-won.